# El oso que no lo era
El oso que no lo era ("The Bear That Wasn't", en inglés) es un cuento infantil de 1946 escrito por el caricaturista Frank Tashlin.

## Trama
Un oso se interna en una cueva por su larga siesta invernal, y mientras duerme el progreso del hombre continúa y construyen una fábrica sobre el bosque donde su cueva se ubica. Se despierta para encontrarse a sí mismo en medio de un complejo industrial. A continuación, se encuentra con el confundido capataz que le considera otro trabajador más y le ordena ir a trabajar. A lo que él responde: "Pero yo no soy un hombre, soy un oso". Por esto, es conducido a cada uno de sus jefes sucesivos (gerente general y tres vicepresidentes), quienes le dicen continuamente "Usted no es un oso, usted es solo un hombre tonto, sin afeitar y con un abrigo de pieles". Finalmente le llevan hasta el anciano presidente (que en la versión animada es representado como un enano cuyo rostro no se ve) de la fábrica que concluye que no puede ser un oso porque "todos los osos viven en el zoológico".
El oso es llevado al zoológico, con la esperanza de obtener el apoyo de su propia especie, pero incluso los osos del zoológico dicen que no es un oso, porque si él lo fuera "estaría tras las rejas como nosotros". Llevado a un circo los osos le repiten lo mismo. Finalmente se llega a la conclusión de que debe ser un "hombre tonto", y trabaja duro en la fábrica para la satisfacción del capataz y los otros jefes.
Sin embargo, el invierno llega de nuevo, y se siente frío. Él desea ser un oso ya que no sabe que haría "hombre tonto" para entrar en calor. Pero al final se decide a ser oso, encuentra una cueva y entra. Comienza a sentirse cómodo y "oso" una vez más. A medida que el oso está durmiendo, reflexiona sobre los acontecimientos del año, que debido a que todos los jefes e incluso los osos del zoológico y del circo no creyeron que era un oso, no significa que así sea. El narrador concluye "La verdad es que no era un hombre tonto ... y tampoco era un oso tonto".

## Análisis de la obra
A pesar de que aparece como un libro para niños, esta historia tiene un crítico y satírico vistazo a aspectos de la sociedad. Se articula en torno al concepto que la gente cree una idea repetida a pesar de que puede no ser cierto, principalmente cuando la gente de poder o líderes de opinión lo dicen. La gente tiene una tendencia a cambiar sus puntos de vista, si un concepto es martillado en ellos una y otra vez, al igual que el oso se dijo que era un "un hombre tonto, sin afeitar y con un abrigo de pieles" . El oso finalmente sucumbe a esta suposición errónea, creyendo que es un hombre a pesar de que él había conocido previamente de otra perspectiva y experiencia. Satiriza a los seres humanos que cambian sus puntos de vista sobre un tema debido a la información repetitiva, o porque 'si todos dicen que es cierto, por lo tanto, debe ser'. Sin embargo, al final, el oso, al padecer frío en invierno, vuelve a lo que realmente es - un oso - y encuentra refugio en una cueva. Esta idea abarca el concepto de la gente nunca cambia debido a la influencia exterior. Aunque una persona puede cambiar para otra persona, cuando se coloca en una posición difícil, vuelven a los viejos hábitos - al igual que el oso hibernando . Ya sea realidad o ficción de algo, es lo que es y no cambia - no importa cómo muchas personas crean lo contrario.
A pesar de que no lo indica explícitamente, también se puede desprender una crítica al capitalismo, tanto en la explotación a los obreros, como en su depredación del medio ambiente
El libro también presenta una sátira visual de la cultura corporativa. Cada vez que el oso aparece antes de que un hombre de mayor rango en la corporación, las oficinas se van haciendo progresivamente más elaboradas (por ejemplo, cada vez más teléfonos, más papeleras, más secretarias, todos según el rango). También hay cada vez más barbillas y menos pelo en cada persona de rango superior según como el oso asciende hasta llegar a la oficina del presidente.

## Adaptaciones
En 1967 el caricaturista Charles M. Jones hizo un cortometraje del cuento